# Problem Riesela

## Liczby Riesela
Liczbą Riesela nazywamy takie nieparzyste k, dla którego liczba k*2n-1 jest liczbą złożoną dla każdego n≥1. Rieselowi udało się pokazać, że takim k jest liczba 509203.

## Problem Riesela
Problemem do rozwiązania pozostaje pytanie czy jest to najmniejsze k o zadanych właściwościach. Hipoteza Riesela brzmi więc: k = 509203 jest najmniejszą liczbą Riesela.
Problem próbuje rozwiązać m.in. projekt przetwarzania rozproszonego Riesel Problem.